# 本多忠升
本多 忠升（ほんだ ただたか）は、伊勢神戸藩の第5代藩主。
寛政3年（1791年）10月9日、本家の近江膳所藩の嫡子本多忠薫の四男として生まれる。享和2年（1802年）7月に神戸藩の第4代藩主本多忠奝の養子となる。享和3年（1803年）、忠奝の死去により家督を継いだ。
大坂加番代、江戸城各門番、日光祭祀奉行代などを歴任した。藩政では藩学を朱子学に統一し、藩校を教倫堂と改めた。天保11年（1840年）9月20日、病気を理由に家督を次男の忠寛に譲って隠居する。安政4年（1857年）4月に剃髪して昧翁と号した。安政6年（1859年）8月22日に死去した。享年69。

## 系譜
父母
- 本多忠薫（実父）
- 本多康匡（養父）
- 本多忠奝（養父）

正室
- 松平忠告の娘

子女
- 本多忠寛（次男）
- 曽我助省（三男）
- 鈴木正義（四男）
- 水野忠昌（五男）
- 本多賢承
- 松平正義継室、生母は正室
- 中井正路室
- 下條三圭室
- 木下某室のち永井直次正室
- 源・松前昌広正室のち山口弘敞正室
- 松平定振正室のち本多忠貫正室
- 瑠璃・松平信敏継室
- 河辺長量室
- 朝比奈承為の養女